# Canton de Marseille-La Capelette
Le canton de Marseille La Capelette est une ancienne division administrative française située dans le département des Bouches-du-Rhône, dans l'arrondissement de Marseille. Ancien canton de Marseille XI

## Composition
Le canton de Marseille-La Capelette se composait d’une fraction du 5e arrondissement et du 10e arrondissement de la commune de Marseille.
| Nom                   | Code Insee | Intercommunalité                   | Population (dernière pop. légale)                |
| --------------------- | ---------- | ---------------------------------- | ------------------------------------------------ |
| Marseille (chef-lieu) | 13055      | Métropole d'Aix-Marseille-Provence | Fraction : 34 978(2012) Commune : 862 211 (2016) |

Il comptait 40 351 habitants (population municipale) au 1er janvier 2012.
Quartiers de Marseille inclus dans le canton (parties des 5e et 10e arrondissements) :
- La Capelette
- Menpenti
- Pont-de-Vivaux
- Saint-Tronc
- Baille
- La Timone
- Saint-Pierre
- Benza
- La Sauvagère
- Les Marronniers

## Représentation
Canton créé en 1901 .

### Conseillers généraux de 1901 à 2015
| Période | Période | Identité                     | Étiquette          | Qualité |
| ------- | ------- | ---------------------------- | ------------------ | --- |
| 1901    | 1907    | Siméon Flaissières           | SFIO puis Soc.ind. | Docteur en médecine Sénateur (1906-1930) Maire de Marseille (1892-1902) |
| 1907    | 1937    | François Taddéi (1859-1939)  | SFIO               | Tapissier en meubles, conseiller d'arrondissement à Marseille |
| 1937    | 1940    | Henri Tasso                  | SFIO               | Employé puis petit industriel Conseiller municipal de Marseille (1919-1925 et 1935-1940) Maire de Marseille (1935-1939) Député (1924-1938) Sénateur (1939-1945) Sous-secrétaire d'Etat (1936-1938) |
|         |         |                              |                    | |
| 1945    | 1964    | Étienne Gauthier (1885-1965) | PCF                | Docteur en médecine |
| 1964    | 1973    | François Sinapi (1911-1988)  | SFIO puis DVG      | Employé Elu en 1973 dans le Canton de Marseille-13 |
| 1973    | 1985    | Paul Gino Biaggini           | PCF                | Ajusteur-outilleur puis technicien Directeur du quotidien La Marseillaise Suppléant du député Georges Lazzarino (1973-1978)                                                                        |
| 1985    | 1998    | Robert Villani               | RPR                | Médecin Adjoint au Maire de Marseille Suppléant du député Renaud Muselier (1993-2002) |
| 1998    | 2015    | Janine Écochard              | PS                 | Cadre administratif Députée (1988-1993) Vice-Présidente du Conseil Général |

### Conseillers d'arrondissement (de 1901 à 1940)
| Période                                  | Période | Identité                    | Étiquette | Qualité |
| ---------------------------------------- | ------- | --------------------------- | --------- | --- |
| 1901                                     | 1907    | François Taddéi (1859-1939) | SFIO      | Tapissier en meubles |
| 1907                                     | 1937    | Victor Perlet               | SFIO      | Peintre en bâtiment puis entrepreneur et négociant, conseiller municipal de Marseille, Président du Conseil d'arrondissement |
| 1937                                     | 1940    | Fernand Arnaud (1899-1982)  | SFIO      | Représentant de commerce, puis entrepreneur à Marseille                                                                      |
| 1940                                     |         |                             |           | Les conseils d'arrondissement ont été suspendus par la loi du 12 octobre 1940 et n'ont jamais été réactivés                  |
| Les données manquantes sont à compléter. |         |                             |           | |

## Deux photos du canton
|  |  |

## Démographie
| 1982 | 1990   | 1999   | 2006   | 2011   | 2012   |
| ---- | ------ | ------ | ------ | ------ | ------ |
| -    | 42 200 | 43 440 | 37 209 | 38 658 | 40 351 |